# FN:s generalförsamling
Generalförsamlingen (GA) är ett av Förenta nationernas sex huvudorgan. Dess uppgifter regleras av FN-stadgans kapitel 4. I generalförsamlingen ingår samtliga FN:s medlemsstater. Medlemsstaterna får ha högst 5 ombud i generalförsamlingen.

## Placering
Sin ursprungliga lokalisering hade Generalförsamlingen 1945-50 i Flushing Meadows-Corona Park i Queens i den före detta världsutställningsbyggnad, som numera hyser Queens Museum of Art. 1950 flyttade församlingen till den nuvarande lokaliseringen vid FN-skrapan i New York. Platsen räknas som internationellt territorium.

## Generalförsamlingens sessioner
Generalförsamlingens sessioner är löpande under året, med början varje år under andra halvan av september. Vid omröstningar har varje medlemsstat en röst, men i många frågor kan inte församlingen fatta några större avgörande beslut, bara ge rekommendationer och föra diskussioner i olika frågor som berör FN:s område. Den kan dock besluta om budget, enas om tolkning av och utveckla internationella lagar, och stadfästa program för ekonomisk, kulturell och social utveckling och för de mänskliga rättigheterna. Generalförsamlingen fungerar som ett viktigt debattforum för medlemsstaterna.

### Ordförande
Generalförsamlingen leds av en ordförande, som väljs varje år, minst tre månader före den session för vilken denna ska vara ordförande.
Under den 60:e sessionen år 2005 var Jan Eliasson, svensk diplomat och socialdemokratisk politiker, ordförande för FN:s generalförsamling.
| Lista över generalförsamlingens ordförande sedan 1946 |
| --- |
| - 1946 Paul-Henri Spaak - 1947 Oswaldo Aranha - 1948 José Arce - 1948 Herbert Vere Evatt - 1949 Carlos P. Romulo - 1950 Nasrollah Entezam - 1951 Luis Padilla Nervo - 1952 Lester B. Pearson - 1953 Vijaya Lakshmi Pandit - 1954 Eelco N. van Kleffens - 1955 José Maza - 1956 Rudecindo Ortega - 1956 Wan Waithayakon - 1957–1958 Leslie Munro - 1958 Charles Habib Malik - 1959–1960 Víctor Andrés Belaúnde - 1960–1961 Frederick Henry Boland - 1961 Mongi Slim - 1962–1963 Muhammad Zafrullah Khan - 1963 Carlos Sosa Rodriguez - 1964 Alex Quaison-Sackey - 1965 Amintore Fanfani - 1966–1967 Abdul Rahman Pazhwak - 1967 Corneliu Mănescu - 1968 Emilio Arenales Catalan - 1969 Angie Elisabeth Brooks - 1970 Edvard Hambro - 1971 Adam Malik - 1972 Stanisław Trepczyński - 1973–1974 Leopoldo Benites - 1974–1975 Abdelaziz Bouteflika - 1975 Gaston Thorn - 1976 Hamilton Shirley Amerasinghe - 1977–1978 Lazar Mojsov - 1978 Indalecio Liévano - 1979–1980 Salim Ahmed Salim - 1980–1981 Rüdiger von Wechmar - 1981–1982 Ismat T. Kittani - 1982 Imre Hollai - 1983 Jorge Illueca - 1984 Paul J.F. Lusaka - 1985–1986 Jaime de Piniés - 1986 Humayun Rashid Choudhury - 1987–1988 Peter Florin - 1988 Dante Caputo - 1989–1990 Joseph Nanven Garba - 1990 Guido de Marco - 1991 Samir Shihabi - 1992 Stojan Ganev - 1993 Samuel Insanally - 1994 Amara Essy - 1995 Diogo de Freitas do Amaral - 1996–1997 Razali Ismail - 1997–1998 Hennadiy Udovenko - 1998–1999 Didier Opertti Badan - 1999–2000 Theo-Ben Gurirab - 2000–2001 Harri Holkeri - 2001 Han Seung-soo - 2002 Jan Kavan - 2003 Julian Hunte - 2004 Jean Ping - 2005 Jan Eliasson - 2006 Haya Rashed al-Khalifa - 2007 Srgjan Kerim - 2008 Miguel d'Escoto Brockmann - 2009 Ali Treiki - 2010 Joseph Deiss - 2011 Nassir Adbulaziz al-Nasser - 2012 Vuk Jeremić - 2013 John William Ashe - 2014 Sam Kutesa - 2015 Mogens Lykketoft - 2016 Peter Thomson - 2017 Miroslav Lajčák - 2018 María Fernanda Espinosa - 2019 Tijjani Muhammad-Bande - 2020 Volkan Bozkır - 2021 Abdulla Shahid - 2022 Csaba Kőrösi - 2023 Dennis Francis |

## Fasta utskott
Generalförsamlingen har sex fasta utskott:
- Första utskottet – Nedrustning och internationell säkerhet
- Andra utskottet – Ekonomiska och finansiella frågor
- Tredje utskottet – Sociala, humanitära och kulturella frågor
- Fjärde utskottet – Specialpolitiska frågor och avkolonisering
- Femte utskottet – Administrativa och budgetära frågor
- Sjätte utskottet – Rättsliga frågor

Till dessa fasta utskott får varje land representeras av en person och därutöver ha med rådgivare, tekniska rådgivare, experter eller liknande.